# Europejska Agencja Kontroli Rybołówstwa

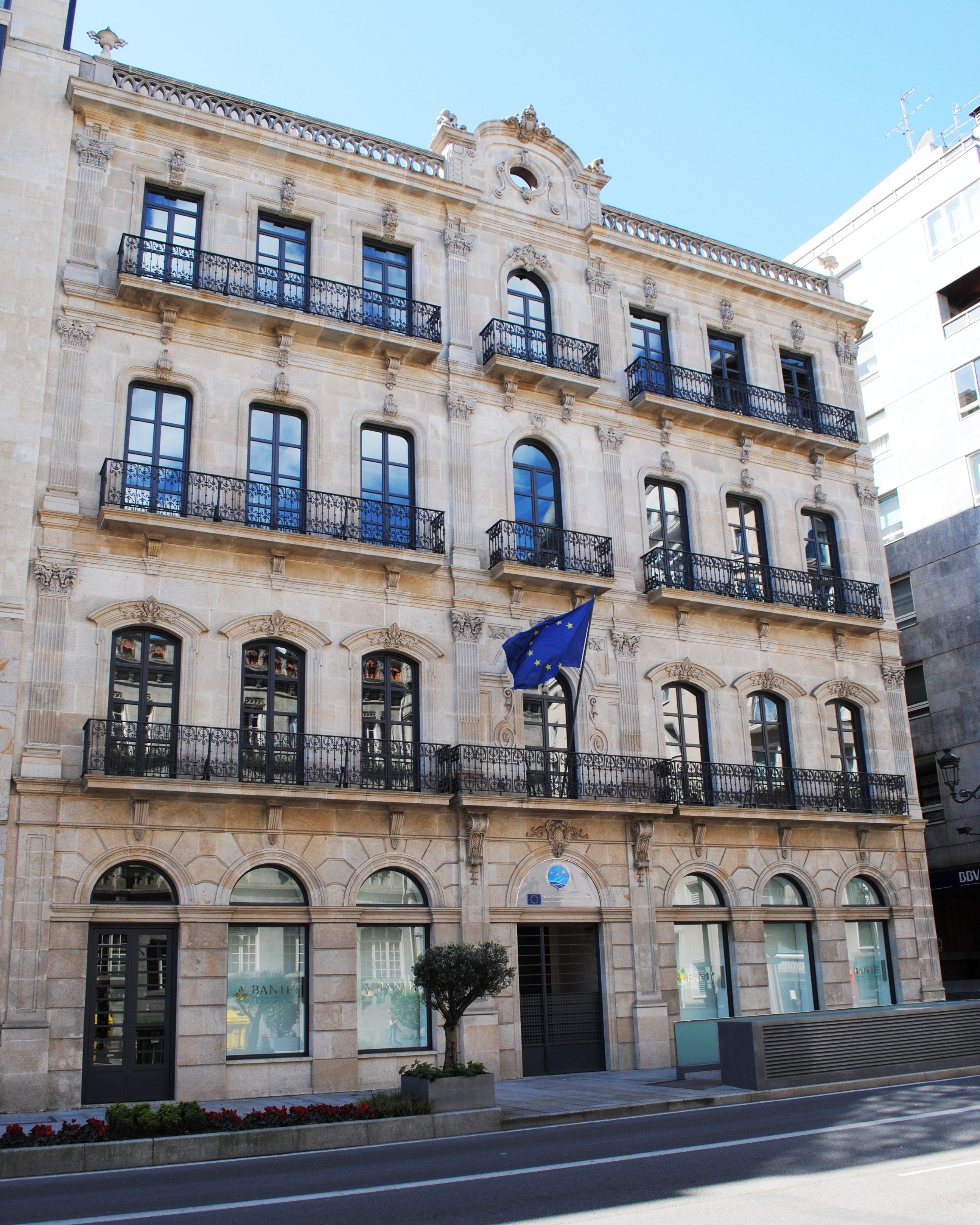
Europejska Agencja Kontroli Rybołówstwa, Vigo.

Europejska Agencja Kontroli Rybołówstwa, (EFCA, ang. European Fisheries Control Agency), jedna z niezależnych agencji Unii Europejskiej, utworzona w 2005 r. na mocy rozporządzenia Rady Unii Europejskiej (WE) nr 768/2005 z 26 kwietnia 2005 r. Jej zadaniem jest koordynacja działań w zakresie kontroli i inspekcji połowów w państwach członkowskich, a także nadzór nad skutecznym i jednolitym stosowaniem zasad wspólnej polityki rybołówstwa wszędzie, gdzie prowadzą działalność statki europejskie. Na siedzibę agencji wybrane zostało hiszpańskie miasto Vigo, które należy do najważniejszych portów rybackich w Europie. Obecnie siedzibą agencji jest jeszcze Bruksela.
W skład Zarządu agencji wchodzą przedstawiciele państw członkowskich (po jednym) i sześciu przedstawicieli Komisji Europejskiej. Zarząd mianuje dyrektora zarządzającego, przyjmuje program prac agencji, uwzględniając przy tym opinię Komisji i państw członkowskich. Przy Agencji działa również Rada Doradcza, w skład której wchodzą przedstawiciele Regionalnych Komitetów Doradczych, a więc rybacy i inne podmioty zainteresowane realizacją wspólnej polityki rybołówstwa.